# Đại hội Thể thao Mùa đông châu Á 2025
Đại hội Thể thao Mùa đông châu Á 2025 sẽ là đại hội thể thao mùa đông châu Á thứ chín và được tổ chức tại Cáp Nhĩ Tân, Hắc Long Giang, Trung Quốc. Đây sẽ là lần thứ hai Cáp Nhĩ Tân đăng cai sự kiện này và là lần thứ ba Trung Quốc đăng cai Đại hội Thể thao Mùa đông Châu Á.

## Lựa chọn thành phố đăng cai
Cáp Nhĩ Tân được bầu làm thành phố đăng cai tại Đại Hội đồng Olympic châu Á lần thứ 42 vào ngày 8 tháng 7 năm 2023 tại Bangkok, Thái Lan. Cáp Nhĩ Tân là nơi duy nhất được đề nghị đăng cai tổ chức Đại hội.

### Thành phố chủ nhà
- Cáp Nhĩ Tân, Trung Quốc: Ngày 28 tháng 6 năm 2023, chính quyền Cáp Nhĩ Tân đã tổ chức họp báo về việc thành phố này ứng cử đăng cai Đại hội thể thao mùa đông châu Á 2025, quan chức chính quyền tiết lộ rằng mọi công tác chuẩn bị cho việc ứng cử về cơ bản đã hoàn tất.[3][4]

| Thành phố   | NOC        | Vòng 1                |
| Cáp Nhĩ Tân | Trung Quốc | bên đấu thầu duy nhất |

### Các bên quan tâm
- Seoul, Gangwon hoặc Jeonju, Hàn Quốc[5]

## Phát triển và chuẩn bị

### Biểu tượng và linh vật
Biểu tượng chính thức và linh vật được công bố cùng ngày với khẩu hiệu ra mắt vào ngày 11 tháng 1 năm 2024. Biểu tượng "Đột phá" bao gồm ba yếu tố riêng biệt: họa tiết biểu tượng, tên viết tắt của Thế vận hội và biểu tượng OCA. Họa tiết biểu tượng tích hợp các thiết kế của một vận động viên trượt băng tốc độ cự ly ngắn, một bông hoa tử đinh hương (hoa của thành phố Cáp Nhĩ Tân) và những dải ruy băng xoáy thành một bố cục gắn kết. Với các sắc thái của màu xanh lam và tím, nó mô phỏng ánh sáng và bóng tối khúc xạ khi ánh sáng mặt trời chiếu vào băng, mô tả sự quyến rũ của các môn thể thao mùa đông. Dải ruy băng xoáy thể hiện sự tôn vinh quá khứ và khát vọng cho tương lai. Chỉ bằng những đột phá liên tục, người ta mới có thể nắm bắt được tương lai đầy hứa hẹn nhất. Tư thế của vận động viên trượt băng tốc độ cự ly ngắn thể hiện tinh thần thể thao của các vận động viên của các quốc gia và khu vực Châu Á. Hoa tử đinh hương tím thể hiện nền văn hóa cởi mở của thành phố Cáp Nhĩ Tân, trong khi sắc tím-xanh tượng trưng cho băng và tuyết, phản ánh những nét độc đáo của "Thành phố băng" và niềm đam mê của thành phố này đối với các môn thể thao mùa đông. Dải ruy băng xoáy tạo thêm hình ảnh vui tươi cho biểu tượng, mô tả sự nhiệt tình của người dân Cáp Nhĩ Tân. Biểu tượng OCA ở góc trên bên trái thể hiện hy vọng, sức sống và khát vọng lâu dài của các quốc gia châu Á theo đuổi tiến bộ và hòa bình, và phấn đấu vì khẩu hiệu Olympic “Citius, Altius, Fortius” ("Nhanh hơn, cao hơn, mạnh hơn").
Linh vật của sự kiện là Binbin và Nini, một cặp Hổ Siberia. Binbin đại diện cho các sự kiện trên băng, trong khi Nini đại diện cho các sự kiện trên tuyết. Tên của chúng thể hiện khẩu hiệu của Thế vận hội "Chào mừng đến với Cáp Nhĩ Tân". Binbin khoe trang phục thể thao mùa đông của mình, táo bạo quàng khăn đỏ và đeo găng tay xanh và chia sẻ niềm vui khiêu vũ trên băng, trong khi Nini đang trượt ván trên tuyết, mặc áo khoác cotton đỏ truyền thống của Trung Quốc với cổ áo bông ấm áp và họa tiết bông tuyết thể hiện vẻ ngoài lễ hội.

### Khẩu hiệu
Khẩu hiệu chính thức của Đại hội thể thao mùa đông châu Á 2025, "Giấc mơ mùa đông, tình yêu giữa châu Á" đã được công bố vào ngày 11 tháng 1 năm 2024.

### Địa điểm
Vào ngày 27 tháng 2 năm 2024, OCA đã xác nhận địa điểm tổ chức Đại hội thể thao mùa đông châu Á 2025.
| Địa điểm                                                                    | Môn thi đấu | Sức chứa | Nguồn  |
| --------------------------------------------------------------------------- | --- | -------- | ------ |
| Nhà thi đấu khúc côn cầu trên băng Cáp Nhĩ Tân                              | Khúc côn cầu trên băng (nam)                                                                                                | 5,304    | [ 13 ] |
| Trung tâm triển lãm và thể thao quốc tế Cáp Nhĩ Tân                         | Lễ khai mạc và bế mạc | 17,000   |        |
| Nhà thi đấu bi đá trên băng quận Bình Phương Cáp Nhĩ Tân                    | Bi đá trên băng | 216      | [ 14 ] |
| Sân trượt băng dành cho sinh viên Đại học thể thao Cáp Nhĩ Tân              | Khúc côn cầu trên băng (nữ)                                                                                                 | 2,200    | [ 15 ] |
| Hội trường đa chức năng Trung tâm đào tạo sự kiện trượt băng Hắc Long Giang | Trượt băng nghệ thuật và trượt băng tốc độ đường ngắn                                                                       | 2,767    | [ 16 ] |
| Sân trượt băng tốc độ Trung tâm đào tạo sự kiện băng đá Hắc Long Giang      | Trượt băng tốc độ | 1,594    | [ 17 ] |
| Khu trượt tuyết Yabuli                                                      | Trượt tuyết đổ đèo, Hai môn phối hợp, Trượt tuyết băng đồng, Trượt tuyết tự do, Leo núi trượt tuyết và Trượt ván trên tuyết |          | [ 18 ] |

## Môn thể thao
Vào tháng 10 năm 2023, Hội đồng Olympic châu Á đã công bố chương trình thể thao đầy đủ. 64 sự kiện trong 11 môn thể thao mùa đông được lên lịch trong chương trình Đại hội thể thao mùa đông Châu Á 2025. Năm môn thể thao trên băng là bi đá trên băng, trượt băng nghệ thuật, trượt băng tốc độ, trượt băng tốc độ đường ngắn và khúc côn cầu trên băng, cùng với trượt tuyết. Leo núi trượt tuyết cũng sẽ được tổ chức lần đầu tiên tại Đại hội Thể thao Mùa đông châu Á. Môn nhảy trượt tuyết đã bị loại bỏ sau khi được đưa vào thi đấu tại kỳ đại hội gần đây nhất.
Các con số trong ngoặc đơn chỉ số lượng huy chương được tranh tài ở mỗi môn thể thao.
- Trượt tuyết đổ đèo (4) (chi tiết)

- Hai môn phối hợp (4) (chi tiết)

- Trượt tuyết băng đồng (6) (chi tiết)

- Bi đá trên băng (3) (chi tiết)

- Trượt băng nghệ thuật (4) (chi tiết)

- Trượt tuyết tự do (11) (chi tiết)

- Khúc côn cầu trên băng (2) (chi tiết)

- Trượt băng tốc độ cự ly ngắn (9) (chi tiết)

- Leo núi trượt tuyết (3) (chi tiết)
- Trượt ván trên tuyết (6) (chi tiết)

- Trượt băng tốc độ (14) (chi tiết)

## Lịch thi đấu
Vào ngày 27 tháng 2 năm 2024, OCA đã công bố lịch thi đấu của Đại hội thể thao mùa đông châu Á 2025.  Nội dung trượt băng tốc độ sẽ trao nhiều huy chương vàng nhất với tổng cộng 14 huy chương, tiếp theo là nội dung trượt băng tốc độ cự ly ngắn sẽ trao 9 huy chương vàng.
| KM | Khai mạc | ● | Vòng đấu loại | 1 | Trao huy chương | BM | Bế mạc |

| Sự kiện/Ngày, thứ→           | Sự kiện/Ngày, thứ→           | Tháng 2 năm 2025 | Tháng 2 năm 2025 | Tháng 2 năm 2025 | Tháng 2 năm 2025 | Tháng 2 năm 2025 | Tháng 2 năm 2025 | Tháng 2 năm 2025 | Tháng 2 năm 2025 | Tháng 2 năm 2025 | Tháng 2 năm 2025 | Tháng 2 năm 2025 | Tháng 2 năm 2025 | Sự kiện  |
| Sự kiện/Ngày, thứ→           | Sự kiện/Ngày, thứ→           | 3 Hai            | 4 Ba             | 5 Tư             | 6 Năm            | 7 Sáu            | 8 Bảy            | 9 Chủ nhật       | 10 Hai           | 11 Ba            | 12 Tư            | 13 Năm           | 14 Sáu           | Sự kiện  |
| ---------------------------- | ---------------------------- | ---------------- | ---------------- | ---------------- | ---------------- | ---------------- | ---------------- | ---------------- | ---------------- | ---------------- | ---------------- | ---------------- | ---------------- | -------- |
| Nghi lễ                      | Nghi lễ                      |                  |                  |                  |                  | KM               |                  |                  |                  |                  |                  |                  | BM               |          |
| Trượt tuyết đổ đèo           | Trượt tuyết đổ đèo           |                  |                  |                  |                  |                  | 1                | 1                |                  |                  |                  |                  |                  | 2        |
| Hai môn phối hợp             | Hai môn phối hợp             |                  |                  |                  |                  |                  |                  |                  |                  | 2                |                  | 2                |                  | 4        |
| Trượt tuyết băng đồng        | Trượt tuyết băng đồng        |                  |                  |                  |                  |                  | 2                | 1                | 1                |                  | 2                |                  |                  | 6        |
| Bi đá trên băng              | Bi đá trên băng              |                  | ●                | ●                | ●                | ●                | 1                | ●                | ●                | ●                | ●                | ●                | 2                | 3        |
| Trượt băng nghệ thuật        | Trượt băng nghệ thuật        |                  |                  |                  |                  |                  |                  |                  |                  | ●                | 2                | 2                |                  | 4        |
| Trượt tuyết tự do            | Trượt tuyết tự do            |                  |                  |                  |                  |                  | 2                | 2                | 1                | 4                |                  | 2                |                  | 11       |
| Khúc côn cầu trên băng       | Khúc côn cầu trên băng       | ●                | ●                | ●                | ●                | ●                | ●                | ●                | ●                | ●                | ●                | ●                | 2                | 2        |
| Trượt băng tốc độ cự ly ngắn | Trượt băng tốc độ cự ly ngắn |                  |                  |                  |                  | ●                | 5                | 4                |                  |                  |                  |                  |                  | 9        |
| Leo núi trượt tuyết          | Leo núi trượt tuyết          |                  |                  |                  |                  |                  |                  | 2                | '                |                  | 1                |                  |                  | 3        |
| Trượt ván trên tuyết         | Trượt ván trên tuyết         |                  |                  |                  |                  |                  | 2                |                  | 2                |                  | ●                | 2                |                  | 6        |
| Trượt băng tốc độ            | Trượt băng tốc độ            |                  |                  |                  |                  |                  | 4                | 3                | 3                | 4                |                  |                  |                  | 14       |
| Số nội dung trong ngày       | Số nội dung trong ngày       |                  |                  |                  |                  |                  | 17               | 13               | 7                | 10               | 5                | 8                | 4                | 64       |
| Tổng số nội dung             | Tổng số nội dung             |                  |                  |                  |                  |                  | 17               | 30               | 37               | 47               | 52               | 60               | 64               |          |
| Sự kiện/Ngày, thứ→           | Sự kiện/Ngày, thứ→           | 3 Hai            | 4 Ba             | 5 Tư             | 6 Năm            | 7 Sáu            | 8 Bảy            | 9 Chủ nhật       | 10 Hai           | 11 Ba            | 12 Tư            | 13 Năm           | 14 Sáu           | Nội dung |
| Sự kiện/Ngày, thứ→           | Sự kiện/Ngày, thứ→           | Tháng 2 năm 2025 |                  |                  |                  |                  |                  |                  |                  |                  |                  |                  |                  | Nội dung |

## Các Ủy ban Olympic quốc gia tham gia
Tổng cộng có 34 quốc gia dự kiến tham gia tranh tài, vượt qua kỷ lục trước đó là 30 quốc gia tham gia tranh tài tại một kỳ tổ chức vào năm 2017. Bhutan, Campuchia và Ả Rập Xê Út dự kiến sẽ lần đầu tiên tham dự Đại hội Thể thao Mùa đông châu Á. Afghanistan và Bahrain trở lại thế vận hội sau khi vắng mặt ở kỳ đại hội gần nhất năm 2017, trong khi Timor Leste đã tham gia năm 2017 sẽ không tham gia ở đây. Kỷ lục 1.275 vận động viên (755 nam và 520 nữ) cũng được lên lịch tham gia.
- Afghanistan (3)
- Bahrain (18)
- Bhutan (1)[23]
- Campuchia (4)
- Trung Quốc (170)[24] (hosts)
- Hồng Kông (74)[25]
- Ấn Độ (76)
- Indonesia (6)[26]
- Iran (14)[27]
- Nhật Bản (155)[28]
- Jordan (1)[29]
- Kazakhstan (138)[30]
- Kuwait (33)[31]
- Kyrgyzstan (50)[32]
- Liban (17)[33]
- Ma Cao (22)
- Malaysia (8)
- Mông Cổ (36)[34]
- Nepal (4)[35]
- CHDCND Triều Tiên (3)[36]
- Pakistan (2)[37]
- Philippines (20)[38]
- Qatar (15)[39]
- Ả Rập Xê Út (8)[40]
- Singapore (23)
- Hàn Quốc (149)[41]
- Sri Lanka (4)[42]
- Đài Bắc Trung Hoa (67)[43]
- Tajikistan (4)[44]
- Thái Lan (85)
- Turkmenistan (25)
- UAE (9)[45]
- Uzbekistan (26)
- Việt Nam (1)[46]